# Unione Sportiva Forti e Liberi 1945-1946
Questa voce raccoglie le informazioni riguardanti l'Unione Sportiva Forti e Liberi nelle competizioni ufficiali della stagione 1945-1946.

## Rosa
| N. |                   | Ruolo | Calciatore        |
| -- | ----------------- | ----- | ----------------- |
|    | Italia (bandiera) | C     | Walter Azzali     |
|    | Italia (bandiera) | D     | Bruno Bertozzi    |
|    | Italia (bandiera) | A     | Ferdinando Bondi  |
|    | Italia (bandiera) | P     | Luigi Canestri    |
|    | Italia (bandiera) | D     | Franco Comotti    |
|    | Italia (bandiera) | D     | Mario Conte       |
|    | Italia (bandiera) | D     | Antonio Dalmonte  |
|    | Italia (bandiera) | C     | Carlos Garavelli  |
|    | Italia (bandiera) | A     | Odo Godoli        |
|    | Italia (bandiera) | A     | Gilberto Lombardi |
|    | Italia (bandiera) | C     | Ettore Mazzotti   |
|    | Italia (bandiera) | C     | Emilio Merello    |

| N. |                   | Ruolo | Calciatore               |
| -- | ----------------- | ----- | ------------------------ |
|    | Italia (bandiera) | A     | Luigi Minardi            |
|    | Italia (bandiera) | A     | Gioacchino Monterastelli |
|    | Italia (bandiera) | A     | Elvezio Ortali           |
|    | Italia (bandiera) | A     | Sergio Paganelli         |
|    | Italia (bandiera) | C     | Giovanni Poggiolini      |
|    | Italia (bandiera) | P     | Ermanno Pugliese         |
|    | Italia (bandiera) | D     | Andrea Scaccini          |
|    | Italia (bandiera) | P     | Bruno Tussani            |
|    | Italia (bandiera) | C     | Leo Zanotti              |
|    | Italia (bandiera) | C     | Libero Zattoni           |
|    | Italia (bandiera) | A     | Leo Zavatti              |